# Iarda ionia
Iarda ionia, die ionische Iarda, war ein Längenmaß auf den Ionischen Inseln und gehörte zu den wenigen Maßen, die noch nach 1829 im Gebrauch waren. Grundsätzlich galten ab diesem Termin die englischen Maße.
- 1 Iarda ionia = 1 Yard (imp.) = 0,91438 Meter